# Far Cry Primal

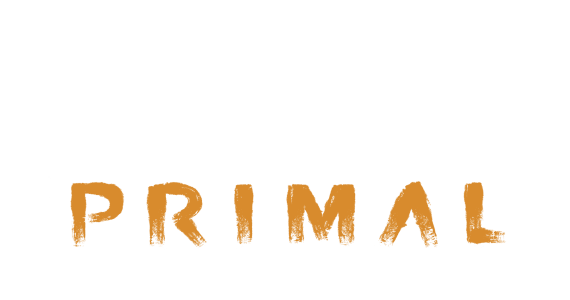

Far Cry Primal är ett actionäventyrsspel utvecklat av Ubisoft Montreal och utgivet av Ubisoft till Playstation 4 och Xbox One den 23 februari 2016 och till Microsoft Windows den 1 mars 2016. Spelet utspelar sig i stenåldern och kretsar kring historien om Takkar, som börjar som en obeväpnad jägare och reser sig till att bli ledaren för en stam.